# Rolls-Royce 10 hp
El Rolls-Royce 10 hp fue el primer coche en ser producido como resultado de un acuerdo de 23 de diciembre de 1904 entre Charles Rolls y Henry Royce, y sellado como un Rolls-Royce. El 10 hp fue producido por la compañía de Royce, Royce Ltd., en su factoría en Trafford Park, Manchester, y fue vendido en exclusiva por el concesionario de Rolls, C.S.Rolls & Co., a un precio de GBP395. El 10 hp fue exhibido en el Salón del Automóvil de París en diciembre de 1904, conjuntamente con los coches 15 hp y el 20 hp y motores para los modelos del 30 hp.
El 10 hp fue un desarrollo del primer coche de Henry Royce, el Royce 10, del que produjo tres prototipos en 1903. Este a su vez estaba basado en un Decauville de segunda mano propiedad de Royce que correctamente creía que podía mejorar. En particular, Rocye tuvo éxito en hacer su coche significativamente más rápido que los coches existentes. A diferencia del Royce 10 que tenía un radiador superior plano, el Rolls-Royce 10 hp disponía de uno de tapa triangular que aparecería en todos los coches posteriores.
El motor es refrigerado por agua de dos cilindros en línea de 1800 cc incrementados hasta 1995 cc en coches posteriores, con válvulas superiores de entrada y laterales de escape, y basado en el motor original Royce pero con un cigüeñal mejorado. La potencia de salida era de 12 HP (9 kW) a 1000 rpm. El coche tiene una velocidad máxima de 39 mph (63 km/h). Tiene un freno de transmisión situado detrás de la caja de cambios operado por pedal de pie y frenos de tambor de expansión interna en el eje trasero operados por la palanca de freno de mano. Las suspensiones son de ballesta semielípticos tanto en el eje delantero como trasero. Es un coche pequeño con una distancia entre ejes de 75 plg (1905 mm) y una amplitud de pista de 48 plg (1219 mm).
Se intentó poner 20 coches en circulación pero solo se construyeron 15 ya que se pensó que un motor dos-cilindros no era apropiado para la marca. El último 10 hp fue construido en 1906.
Rolls-Royce no proporcionó la carrocería. En su lugar, los coches eran vendidos en forma de chasis al cliente que acordaba su propio proveedor de la carrocería, siendo Barker el recomendado.
Se cree que han sobrevivido cuatro ejemplares: el más antiguo, un coche de 1904 registrado U44, chasis 20154, vendido por GBP3,2 millones (aprox. GBP3,6 millones después de comisiones e impuestos) a un coleccionista privado por la casa de subastadores Bonham en diciembre de 2007; el AX 148 de 1905, chasis 20162, pertenece a la Colección del Museo de la Ciencia del Reino Unido y habitualmente se encuentra en exhibición en el Museo de Ciencias y la Industria de Mánchester; y el SU 13, chasis 20165 de 1907 pertenece Bentley Motors. Un cuarto coche, chasis 21059 se cree que pertenece a una colección privada.

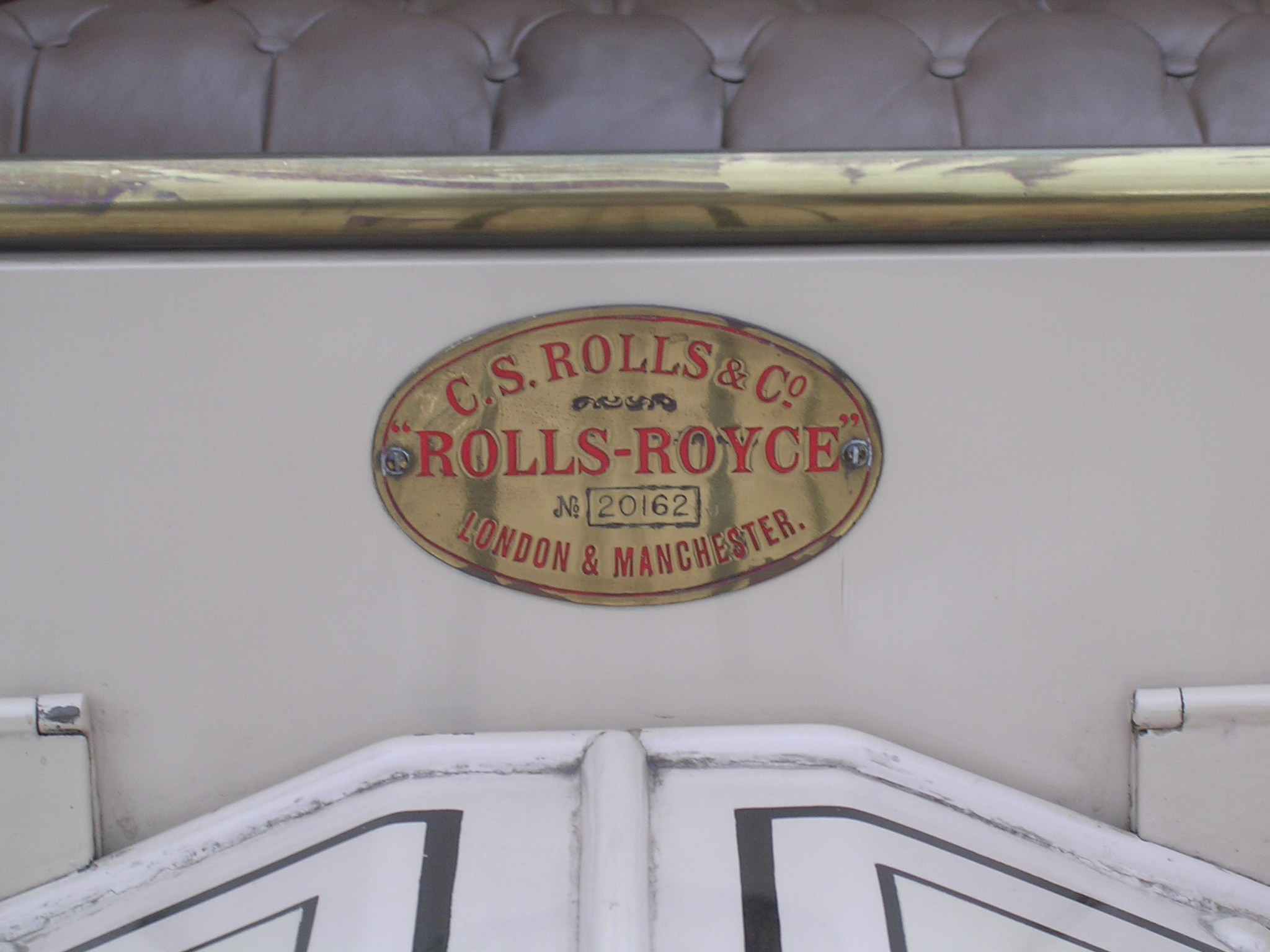
Detalle del vehículo.